# Adhäsionsverfahren
Im Adhäsionsverfahren (von lateinisch adhaesio „das Anhaften“, vgl. Adhäsion) können im deutschen Prozessrecht zivilrechtliche Ansprüche, die aus einer Straftat erwachsen, statt in einem eigenen zivilgerichtlichen Verfahren unmittelbar im Strafprozess geltend gemacht werden, sofern der Streitgegenstand noch nicht anderweitig gerichtlich anhängig gemacht worden ist.

## Regelung
Das Adhäsionsverfahren wurde 1943 geschaffen, um der Justiz in Kriegszeiten eine doppelte Inanspruchnahme zur Feststellung desselben Sachverhalts im Strafverfahren und im Zivilprozess zu ersparen. Es ist in den §§ 403 ff. StPO geregelt und kommt den Opfern von Straftaten zugute, die einen zivilrechtlichen Schadensersatzanspruch ausgelöst haben. Die Adhäsion ermöglicht es, über diesen Anspruch im Strafverfahren mit zu entscheiden, statt ihn einem gesonderten Zivilprozess zu überlassen. 
In der Praxis kam eine verbundene Entscheidung im Adhäsionsverfahren selten vor, da das Gericht von einer Entscheidung absehen konnte, wenn der Antrag selbst unter Berücksichtigung der berechtigten Belange des Antragstellers zur Erledigung im Strafverfahren nicht geeignet war, § 406 Absatz 1 Satz 4 StPO alte Fassung. Ungeeignet war er nach Auffassung vieler Gerichte oft wegen der damit verbundenen Verzögerung des Verfahrens.
2001 kündigte Bundesjustizministerin Herta Däubler-Gmelin an, das Adhäsionsverfahren zu einem Instrument entwickeln zu wollen, „das etwas taugt“. Mit dem am 1. September 2004 in Kraft getretenen „Gesetz zur Verbesserung der Rechte von Verletzten im Strafverfahren“ (Opferrechtsreformgesetz – OpferRRG) wurde das Adhäsionsverfahren, das zuletzt durch das Opferschutzgesetz zum 1. April 1987 geändert worden war, noch einmal grundlegend reformiert. Insbesondere wurde die Möglichkeit des Strafgerichts zur Ablehnung eines Adhäsionsantrags stark eingeschränkt.

## Voraussetzungen
Die Einleitung eines Adhäsionsverfahrens setzt einen Adhäsionsantrag voraus. Antragsberechtigt ist nach § 403 StPO zunächst der Verletzte. Verletzter ist jeder, der geltend macht, unmittelbar aus der Tat des Beschuldigten einen vermögensrechtlichen Anspruch gegen ihn zu haben. Bei bloßen Gefährdungsdelikten ist ein Adhäsionsverfahren nicht statthaft, da diese nicht dem Schutz von Rechtsgütern einzelner Personen dienen.
Auch der Erbe ist antragsberechtigt, soweit es sich um Ansprüche handelt, die auf den Erben übergehen können. Die Erbeneigenschaft muss grundsätzlich durch einen Erbschein oder auf andere geeignete Weise nachgewiesen werden, um zu verhindern, dass das Strafverfahren durch Erbstreitigkeiten verzögert wird.
Hoch umstritten ist die Frage, ob dem Insolvenzverwalter ein Antragsrecht zusteht, wenn über das Vermögen des Verletzten das Insolvenzverfahren eröffnet wurde. Die Rechtsprechung ist in der Frage auch heute noch ausgesprochen uneinheitlich.
Der Antragsteller muss prozessfähig im Sinne der zivilrechtlichen Vorschriften sein, um einen wirksamen Adhäsionsantrag stellen zu können. Minderjährige müssen sich durch ihren gesetzlichen Vertreter (in der Regel die Eltern) vertreten lassen, geschäftsunfähige Personen durch einen rechtlichen Betreuer. Fehlt es an der Prozessfähigkeit, ist der Adhäsionsantrag unzulässig.
Für den geltend gemachten Anspruch muss der Rechtsweg zu den ordentlichen Gerichten gegeben sein. Daran fehlt es z. B. bei Straftaten im Rahmen eines Arbeitsverhältnisses, weil für derartige Ansprüche die Arbeitsgerichte zuständig sind.
Die Stellung eines Adhäsionsantrags ist im Offizial- und auch im Privatklageverfahren ohne weiteres möglich. Entscheidet das Gericht jedoch im Strafbefehlsverfahren, entfaltet der Adhäsionsantrag nach herrschender Meinung keine Wirksamkeit, sodass auch nicht über einen entsprechenden Anspruch entschieden werden kann. Der Adhäsionsantrag wird allerdings dann wirksam, wenn eine Hauptverhandlung in der Sache stattfindet, weil entweder der Angeklagte Einspruch gegen den Strafbefehl einlegt oder der Richter wegen Bedenken über die Zulässigkeit des Strafantrags die Hauptverhandlung eröffnet. Im Ordnungswidrigkeitenverfahren findet ein Adhäsionsverfahren nicht statt (§ 46 Abs. 3 Satz 4 OWiG).
Im Jugendstrafrecht findet das Adhäsionsverfahren laut § 81 JGG keine Anwendung, soweit das Verfahren einen Jugendlichen betrifft. Bei Heranwachsenden (18 bis einschließlich 20 Jahre), die noch nach Jugendstrafrecht verurteilt werden, kann es gemäß § 109 JGG angewendet werden.
Zuständig ist immer das Gericht, vor dem auch das Strafverfahren stattfindet. Eine Zuständigkeitsregelung nach dem Streitwert, wie im zivilgerichtlichen Verfahren, existiert im Adhäsionsverfahren nicht (§ 403 Satz 1 letzter Halbsatz StPO). 

## Verfahren
Im Adhäsionsverfahren gilt kein Anwaltszwang. Allerdings können sich beide Seiten (Antragsteller und Angeklagter) im Adhäsionsverfahren durch einen Rechtsanwalt vertreten lassen, auch können beide Seiten für das Adhäsionsverfahren Prozesskostenhilfe beantragen (§ 404 Abs. 5 StPO). Die Bestellung eines Rechtsanwalts als Beistand für einen Nebenkläger wirkt nicht auch für das Adhäsionsverfahren, sodass der Rechtsanwalt für das Adhäsionsverfahren in jedem Fall gesondert beizuordnen ist.
Der Antrag kann zu jeder Zeit im Ermittlungsverfahren, vor der Hauptverhandlung und auch noch während der Hauptverhandlung bis zum Beginn der Schlussvorträge gestellt werden. Die Formvorschriften sind sinngemäß dieselben wie in einem zivilgerichtlichen Verfahren (§ 404 Abs. 1 StPO). Wird der Antrag vor Beginn der Hauptverhandlung gestellt, wird der Verletzte über Ort und Zeit der Hauptverhandlung informiert. Er hat das Recht, zusammen mit seinem Ehegatten, ggfs. mit seinem gesetzlichen Vertreter an der Hauptverhandlung teilzunehmen (§ 404 Abs. 3 StPO). Der Antrag kann bis zur Verkündung des Urteils zurückgenommen werden (§ 404 Abs. 4 StPO).
Mit Eingang des Antrags bei Gericht tritt die Rechtshängigkeit des Adhäsionsantrags ein mit der Folge, dass der Anspruch nicht mehr vor anderen Gerichten geltend gemacht werden kann und die Verjährungshemmung eintritt. Daraus folgt jedoch, dass während des Ermittlungsverfahrens noch keine Rechtshängigkeit eintritt; der Anspruch kann also während eines laufenden Ermittlungsverfahrens verjähren (§ 404 Abs. 2 StPO).
Dem Verletzten stehen nach den §§ 406d-406l StPO umfangreiche Verfahrensrechte zu, darunter etwa das Recht auf Akteneinsicht in die Ermittlungsakte. Ein Recht des Verletzten auf Stellung eines Befangenheitsantrags ist zwar im Gesetz nicht ausdrücklich vorgesehen, das Bundesverfassungsgericht hat aber entschieden, dass dem Verletzten dieses Recht auch ohne ausdrückliche gesetzliche Regelung zusteht.
Wird das Strafverfahren nach Eingang eines Antrags auf Durchführung des Adhäsionsverfahrens eingestellt, so hat das zuständige Gericht den Antrag als unzulässig zu verwerfen, da dieser nur im Strafverfahren gestellt werden kann (§ 403 i. V. m. § 406 I 3 StPO). Über die Sache ist damit nicht entschieden; dem Geschädigten wird in diesem Fall wieder die Möglichkeit eröffnet, Klage vor einem Zivilgericht zu erheben.

## Urteil
Ob im Adhäsionsverfahren überhaupt eine Entscheidung ergeht, richtet sich nach § 406 Abs. 1 Sätze 4ff StPO. Das Gericht kann demnach von einer Entscheidung absehen, wenn sich der geltendgemachte Anspruch für ein Adhäsionsverfahren nicht eignet, insbesondere dann, wenn sich durch ihn das Verfahren erheblich verzögern würde. Allerdings ist es seit 2006 nicht mehr zulässig, einen geltend gemachten Anspruch auf Schmerzensgeld auf dieser Grundlage nicht im Adhäsionsverfahren zu behandeln. Das Gericht hat den Antragsteller frühzeitig über das beabsichtigte Absehen von der Entscheidung zu informieren; anschließend erlässt es in der Sache einen Beschluss. (§ 406 Abs. 5 StPO) Gegen diesen Beschluss kann, wenn der Adhäsionsantrag vor Beginn der Hauptverhandlung gestellt wurde und eine Entscheidung im Strafverfahren noch nicht erfolgt ist, der Antragsteller sofortige Beschwerde einlegen. (§ 406a Abs. 1 StPO)
Dem Adhäsionsantrag ist stattzugeben, wenn er begründet ist und der Angeklagte wegen der Straftat verurteilt wird oder eine Maßregel der Besserung und Sicherung verhängt wird. Das Gericht kann dabei auch ein Grundurteil oder ein Teilurteil erlassen. Eine Entscheidung im Adhäsionsantrag ist also auch dann möglich, wenn der Angeklagte wegen Schuldunfähigkeit freigesprochen wird und anschließend die Unterbringung im Maßregelvollzug angeordnet wird. Zwar ist in diesem Fall auch das Vorliegen von Deliktfähigkeit zu prüfen, allerdings ist der Angeklagte für das Vorliegen von Deliktunfähigkeit voll beweispflichtig, während es bei der Schuldunfähigkeit ausreicht, dass diese jedenfalls nicht auszuschließen ist. (§ 406 Abs. 1 StPO)
Hat der Adhäsionsantrag keinen Erfolg, weil er unzulässig oder unbegründet ist, sieht das Gericht von einer Entscheidung ab. Der Antrag wird also ausdrücklich nicht zurückgewiesen oder verworfen. Dies hat wiederum zur Folge, dass die Ansprüche vor den Zivilgerichten weiter verfolgt werden können, die Entscheidung im Strafverfahren also insoweit einem zivilgerichtlichen Verfahren nicht entgegensteht. Soweit dem Antrag jedoch stattgegeben wird, erwächst die Entscheidung im Adhäsionsverfahren in Rechtskraft und lässt ein späteres zivilgerichtliches Verfahren nicht zu. (§ 406 Abs. 3 StPO)
Im Adhäsionsverfahren ist auch der Abschluss eines Vergleichs möglich. Der Vergleich bindet den Antragsteller und den Angeklagten wie ein vor den Zivilgerichten abgeschlossener Vergleich; er stellt in gleicher Weise einen Vollstreckungstitel dar. Werden Einwendungen gegen die Rechtswirksamkeit des Vergleichs geltend gemacht, ist hierfür nicht mehr das Strafgericht zuständig, sondern das Zivilgericht, in dessen Bezirk das Gericht des ersten Rechtszuges seinen Sitz hat. (§ 405 StPO) Der Angeklagte kann auch ein Anerkenntnis abgeben und ist dann nach seinem Anerkenntnis zu verurteilen. (§ 406 Abs. 2 StPO)
Nach § 406b StPO ist die Verurteilung im Adhäsionsverfahren in gleicher Weise vollstreckbar wie ein zivilgerichtliches Urteil.
Der Angeklagte kann, soweit er im Adhäsionsverfahren verurteilt wurde, ein zulässiges Rechtsmittel ausdrücklich auf das Adhäsionsverfahren beschränken. Über dieses Rechtsmittel kann ohne mündliche Verhandlung durch Beschluss entschieden werden, allerdings ist in der Berufungsinstanz eine mündliche Anhörung vorgeschrieben, wenn der Angeklagte oder der Antragsteller dies verlangt. (§ 406a Abs. 2 StPO) Auch ein Antrag auf Wiederaufnahme des Verfahrens kann auf das Adhäsionsverfahren beschränkt werden. (§ 406c StPO)
Wird der Angeklagte im späteren Verfahren freigesprochen, ist die Verurteilung im Adhäsionsverfahren ebenfalls aufzuheben, auch wenn dieses nicht angefochten wurde. (§ 406a Abs. 3 StPO)
Die Kosten des Verfahrens richten sich nach § 472a StPO. Gerichtskosten fallen nur bei Erfolg der Klage an und sind dann zwingend vom Angeklagten zu entrichten. Anders sieht es bei den gerichtlichen Auslagen aus: die kann das Gericht auch dem Antragsteller auferlegen, soweit er mit seinem Adhäsionsantrag keinen Erfolg hatte.